# Louis-Auguste Sabatier
Louis-Auguste Sabatier (22 de gener del 1839, Vallon-Pont-d'Arc - 12 d'abril del 1901) fou un teòleg calvinista francès.
Estudià a la facultat teològica protestant de Montauban i a les universitats de Tübingen i Heidelberg. Després de ser pastor a Aubenas del 1864 al 1868, fou nomenat professor de dogmàtica reformada a la Facultat de Teologia d'Estrasburg. Les seves simpaties marcadament franceses durant la Guerra francoprussiana feren que se l'expulsés d'Estrasburg el 1872. Després d'un esforç de cinc anys aconseguí establir amb Eugène Ménégoz la Facultat de Teologia Protestant de París, llavors anomenada L'École de Paris, i es convertí en professor i degà. El 1886 es feu professor a l'acabat de crear departament de ciències religioses de l'École Pratique des Hautes Études de la Universitat de París.

## Obres
Entre les seves obres principals hi ha:
- L'Apòstol Pau (1896)
- Memoràndum del concepte hebreu de l'esperit (1879)
- Els orígens literaris de l'Apocalipsi (1888)
- La vitalitat dels dogmes cristians i el seu poder d'evolució (1890)
- Religió i cultura moderna (1897)
- Evolució històrica de la doctrina de l'expiació (1903)
- Esbós d'una filosofia de religió (1897)
- Les religions de l'autoritat i la religió de l'Esperit (pòstum, 1904)